# Елат (митологија)
Елат (грч. Ἔλατος) је у грчкој митологијији било име неколико личности.

## Митологија
- Принц Лапита у Лариси у Тесалији, који је био ожењен Хипијом и са њом имао синове Кенеја и Полифема.[1] Понекад га идентификују са аркадијским Елатом, па се као његови синови помињу и Исхије и Ампик.[2]
- Аркадов и Лејанирин, Меганирин или Хрисопелејин син и краљ Аркадије. Са Лаодиком имао је синове Стимфала, Епита, Килена и Переја. Такође му се приписују и синови Исхије и Дот. Боравио је на планини Килени, одакле је отишао до Фокиде, где је заштитио тамошњи народ и делфско пророчиште од Флегијанаца и основао град Елатеју. Његове статуе су се налазиле на пијачном месту у том граду и једна у Тегеји.[1]
- Један од Пенелопиних просилаца кога је убио Еумеј.[2]